# Distretto Antichi borghi dell'Etna

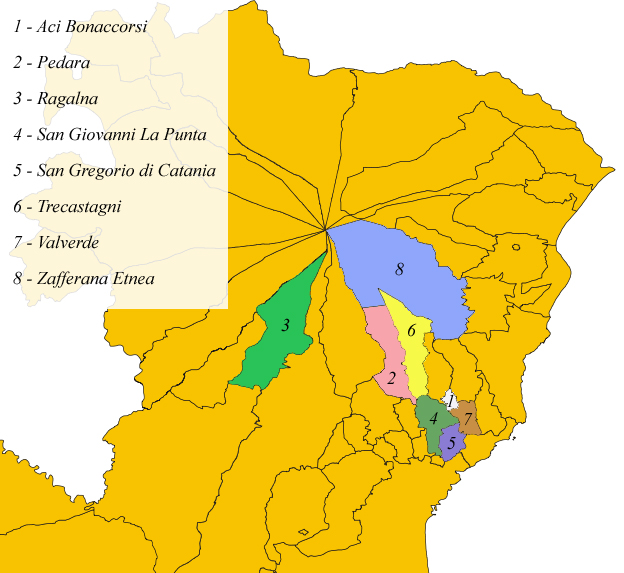
Posizione dei comuni del Distretto Antichi borghi dell'Etna nella zona etnea della provincia di Catania.

Il distretto "Antichi borghi dell'Etna" è un'associazione territoriale nata nel 2006 e composta da nove comuni del versante sud dell'Etna, in provincia di Catania.
I comuni che fanno parte del distretto sono:
- Aci Bonaccorsi
- Pedara
- Ragalna
- San Giovanni La Punta
- San Gregorio di Catania
- Trecastagni
- Tremestieri Etneo
- Valverde
- Zafferana Etnea

Il distretto è nato nel 2006 da un protocollo d'intesa tra i comuni che lo costituiscono, con il fine di creare rapporti e sinergie tra il settore pubblico e privato per la promozione del turismo in tutti i suoi aspetti nel territorio interessato e per il miglioramento della locale offerta turistica, con la valorizzazione delle tipicità locali.
L'area territoriale del distretto presenta un contesto omogeneo e tradizioni comuni, nell'artigianato e nell'enogastronomia di qualità, con prodotti tipici quali il vino, l'olio d'oliva, il miele, i prodotti ortofrutticoli, le castagne, i prodotti caseari e quelli dolciari. I comuni del distretto condividono inoltre l'imponente presenza dell'Etna, che ha sempre condizionato la vita degli abitanti delle sue pendici, lasciando segni nella toponomastica, nell'urbanistica, nell'architettura civile e rurale. Il clima e la fertilità del terreno vulcanico, inoltre, hanno sempre contribuito alla qualità dei prodotti tipici.